# D’oh!
D’oh! (wym. ˈdoʊ) – popularne powiedzenie Homera Simpsona z amerykańskiej kreskówki Simpsonowie (później powiedzenie przejęli inni członkowie rodziny). Używane przez postać wykrzyknienie pojawia się, gdy bohater zrobi sobie krzywdę lub zda sprawę z własnej głupoty. Dan Castellaneta, aktor dubbingujący Homera, użył wykrzyknienia, gdy w scenariuszu miał zapisany po prostu „zirytowany okrzyk”. Naśladował w ten sposób aktora Jimmy’ego Finlaysona, który krzyczał d-...oh! za każdym razem, gdy nie chciał wymówić przekleństwa damn!. W 2001 roku wyrażenie pojawiło się w Oxford English Dictionary.